# 어보브반도체
어보브반도체(ABOV Semiconductor Co. Ltd.)는 대한민국의 팹리스 비메모리 반도체 제조기업이다. 본사는 충청북도 청주시 청원구 오창읍 각리1길 37에 위치해 있으며 대표이사는 최원이다. 삼성전자와 SK실트론과 국책사업으로 ‘SiC·GaN 전력반도체’ 공동개발에 참여 중이다

## 투자
삼성전자가 어보브반도체의 제3자 배정 유상증자(35억원, 1.8%)에 참여했다

## 상장
2009년 6월 5일 코스닥 시장에 상장했다.

## 같이 보기
- 윈팩 (종속회사)

## 참고문헌
1. ↑  서용덕, 어보브반도체 장 초반 급등, 배경은?, 영남일보, 2023-12-19
2. ↑  어보브반도체, 삼성전자 수주 잭팟 소식에 강세, 에너지경제뉴스, 2023.12.19
3. ↑  국내 대표 팹리스 어보브반도체 최원 대표 이사(항공통신정보공학과 82), 한국항공대학교, 2022년 6월 14일
4. ↑  설경진, 어보브반도체, 최태원 점찍은 SiC 공동참여 기대감에 상승, 이투데이, 2025-02-07
5. ↑  박연오, 어보브반도체, 삼성전자 추가 지분 투자 검토…대규모 반도체칩 공급계약 이어 협력 강화, 대한경제, 2023년 12월 19일